# Maria Anna z Saksonii-Altenburga
Marie Anna (ur. 14 marca 1864 w Altenburgu, zm. 3 maja 1918 we Bückeburgu) – księżniczka Saksonii-Altenburg i poprzez małżeństwo ostatnia księżna Schaumburg-Lippe. Pochodziła z rodu Wettynów.

## Życiorys
Urodziła się jako bratanica księcia Saksonii-Altenburg Ernesta I. Jej rodzicami byli młodszy brat monarchy książę Maurycy i jego żona księżna Augusta. Młodszym bratem Marii Anny był ostatni książę Saksonii-Altenburg Ernest II.
16 kwietnia 1882 w Altenburgu poślubiła przyszłego księcia Schaumburg-Lippe Jerzego II (na tron wstąpił on po śmierci swojego ojca księcia Adolfa I 8 maja 1893). Para miała dziewięcioro dzieci:
- Adolfa II (1883-1936), ostatniego księcia Schaumburg-Lippe
- księcia Maurycego Jerzego (1884-1920)
- księcia Piotra (1886-1886)
- księcia Wolrada (1887-1962)
- księcia Stefana (1891-1965)
- księcia Henryka (1894-1952)
- księżniczkę Małgorzatę (1896-1897)
- księcia Fryderyka Chrystiana (1906-1983)
- księżniczkę Elżbietę (1908-1933)